# Quesmy
Quesmy är en kommun i departementet Oise i regionen Hauts-de-France i norra Frankrike. Kommunen ligger i kantonen Guiscard som tillhör arrondissementet Compiègne. År 2022 hade Quesmy 172 invånare.

## Befolkningsutveckling
Antalet invånare i kommunen Quesmy
| Referens: INSEE |